# Hydroporus necopinatus
Hydroporus necopinatus é uma espécie de insetos coleópteros pertencente à família Dytiscidae.
A autoridade científica da espécie é Fery, tendo sido descrita no ano de 1999.
Trata-se de uma espécie presente no território português.